# Vlag van Vest-Agder

Vlag van Vest-Agder

De vlag van Vest-Agder is op 12 december 1958 officieel ingesteld als de provincievlag van de Noorse provincie Vest-Agder. De vlag toont een gele eik in een groen veld. Een eik moet de rijke natuur in het gebied vertegenwoordigen. De ontwerper van de vlag is Hallvard Traeteberg.
De vlag toont hetzelfde beeld als het gemeentewapen.
Op 1 januari 2020 fuseerde de provincie Vest-Agder met Aust-Agder tot de nieuwe provincie Agder waardoor het gebruik hiervan als provincievlag is komen te vervallen.

## Verwante afbeeldingen

Wapen van Vest-Agder